# Thập tự chinh thứ bảy
Bản mẫu:Campaignbox Seventh Crusade
Cuộc Thập tự chinh lần thứ bảy là một chiến dịch được lãnh đạo bởi Louis IX của Pháp từ năm 1248-1254. Khoảng 800.000 đồng bezant đã được trả như là tiền chuộc cho vua Louis cùng với hàng ngàn binh lính của ông, những người bị đánh bại và bị bắt làm tù binh bởi quân đội Ai Cập do Quốc vương Ayyub Turanshah cùng với sự hỗ trợ của đội quân Mamluk, Bahariyya được chỉ huyh bởi Faris ad-Din Aktai, Baibars al-Bunduqdari, Qutuz, Aybak và Qalawun.

## Bối cảnh
Năm 1244, người Khwarezm, lúc này bị buộc phải di cư bởi các cuộc tiến công của người Mông Cổ, đã chiếm Jerusalem sau khi kết đồng minh với người Mamluk Ai Cập. Sự kiện này đã chuyển giao Jerusalem sang cho sự kiểm soát của người Hồi giáo, nhưng việc Jerusalem sụp đổ không còn là một sự kiện rung chuyển thế giới Kitô giáo châu Âu, những người đã quá quen với cảnh thành phố bị chuyển quyền kiểm soát nhiều lần từ tay người Thiên chúa giáo sang người Hồi giáo và ngược lại trong hai thế kỷ qua. Trong thời gian này, mặc dù có nhiều lời kêu gọi từ các Giáo hoàng, đã không còn sự nhiệt tình rộng rãi cho một cuộc thập tự chinh mới.
Giáo hoàng Innôcentê IV và Friedrich II, Hoàng đế La Mã Thần thánh tiếp tục cuộc chiến đấu giữa giáo hoàng và hoàng đế. Friedrich đã cho bắt giữ và giam cầm rất nhiều giáo sĩ trong khi họ đến Hội đồng đầu tiên của Lyon, và trong năm 1245 ông đã chính thức bị hạ bệ bởi Innôcentê IV. Trước đó Đức Giáo hoàng Grêgôriô IX cũng đã mời bá tước Robert xứ Artois - em trai vua Louis, nhận ngôi vua của nước Đức, nhưng Louis đã từ chối. Do đó, Hoàng đế La Mã Thần thánh không còn vị thế trong cuộc Thánh chiến. Henry III của Anh vẫn còn tranh giành với Simon de Montfort về các vấn đề ở Anh quốc. Henry và Louis đã không có được sự nhất trí trong cuộc tranh chấp giữa hai dòng họ Capetian-Plantagenet và trong khi nhà vua Louis tiến hành cuộc thập tự chinh ông đã ký một thỏa thuận ngừng bắn để bắt người Anh hứa hẹn không tấn công vào vùng đất Pháp. Louis IX cũng đã mời vua Haakon IV của Na Uy tham gia vào cuộc thập tự chinh này, và gửi sử gia Matthew Paris làm sứ giả, nhưng một lần nữa ông này đã không thành công. Chỉ có một người duy nhất quan tâm đến việc lãnh đạo một cuộc thập tự chinh do đó là Louis IX, người đã tuyên bố ý định của mình về một cuộc viễn chinh ở phương Đông trong năm 1245.

## Giao tranh
Pháp có lẽ là nhà nước mạnh nhất ở châu Âu vào thời điểm đó, bởi vì cuộc Thập tự chinh Albigeois đã mang vùng Provence vào sự kiểm soát của Paris. Vùng Poitou cũng nằm dưới sự cai trị của Alphonse de Poitiers, em trai của Louis IX, người gia nhập cuộc Thập tự chinh của ông trong năm 1245. Charles I của Anjou, một người anh em khác của ông cũng đã tham gia cùng với Louis. Trong ba năm Louis thu thuế thập phân của giáo hội, và năm 1248 ông có một đội quân hùng hậu gồm khoảng 15.000 người trong đó có 3.000 hiệp sĩ và 5.000 lính bắn nỏ đi trên 36 chiếc tàu từ hải cảng Aigues-Mortes, vốn được xây dựng để chuẩn bị cho cuộc thập tự chinh này và từ Marseille. Bộ máy tài chính của Louis IX chuyến chinh phạt này được tổ chức tương đối tốt và ông đã có thể huy động khoảng 1.500.000 Livre. Tuy nhiên, nhiều quý tộc tham gia vào cuộc thập tự chinh này cùng với Louis đã phải vay tiền từ ngân khố Hoàng gia và cuộc thập tự chinh lại trở nên là rất tốn kém.
Đầu tiên họ khởi hành đến Cyprus và trú đông trên hòn đảo này, sau khi đàm phán với một số cường quốc khác nữa ở phía đông, đế quốc La-tinh-vốn được thiết lập sau cuộc Thập tự chinh lần thứ tư yêu cầu giúp đỡ để chống lại Đế quốc Nicaea của người Byzantine, và Công quốc Antioch cùng với các Hiệp sĩ dòng Đền muốn nhận được sự giúp đỡ tại Syria, nơi mà lúc này người Hồi giáo đã chiếm Sidon.
Tuy nhiên, Louis IX cho rằng Ai Cập mới là đối tượng của cuộc thập tự chinh của mình, vào năm 1249 ông đã đổ bộ xuống Damietta trên bờ sông Nil, Ai Cập, Louis cho rằng địa điểm này sẽ tạo ra được một căn cứ để từ đó có thể tấn công Jerusalem, và sự giàu có cũng như kho ngũ cốc đầy ắp của nó sẽ cung cấp đủ trang bị và lương thực cho quân Thập tự chinh.
Ngày 6 tháng 6, Damietta đã bị chiếm chỉ với vài sự kháng cự nhỏ của người Ai Cập, họ đã rút lên thượng nguồn sông Nil. Lũ lụt của sông Nil đã không được đưa vào các tài liệu ghi chép, tuy nhiên nó đã giam chân Louis và quân đội của ông tại Damietta trong sáu tháng, nơi mà các hiệp sĩ đã ngồi và thưởng thức những chiến lợi phẩm của cuộc chiến. Louis đã bất chấp thoả thuận trong Cuộc Thập tự chinh lần thứ năm rằng Damietta phải được trao cho Vương quốc Jerusalem, lúc này chỉ còn là một vương quốc bị cắt xẻo nhằng nhịt ở xung quanh Acre, mà ông đã thiết lập một địa hạt có tổng giáo chủ và sử dụng thành phố như là một căn cứ chỉ huy các hoạt động quân sự chống lại người Hồi giáo ở Syria. Sử gia Hồi giáo al-Maqrizi ở thế kỷ thứ mười lăm miêu tả Louis IX đã gửi một bức thư cho Salih Ayyub và viết rằng:
| “ | Như ngài đã biết, tôi là người cai trị của quốc gia Kitô giáo và tôi cũng biết ngài là người cai trị của quốc gia Muhammadan. Người dân vùng Andalusia đãcho chúng tôi tiền và quà tặng trong khi chúng tôi họ đi như những đàn gia súc. Chúng tôi đã giết chết những người đàn ông của họ và biến những phụ nữ của họ thành góa phụ. Chúng tôi đã bắt con trai và con gái của họ thành tù nhân và chúng tôi đã cướp sạch nhà của họ. Tôi đã nói với đủ với ngài và tôi khuyên ngài rằng, bây giờ nếu ngài chấp nhận một lời thề cao nhất với tôi và nếu ngài đi đến chỗ các vị linh mục Thiên chúa giáo và các tu sĩ và nếu ngài thể hiện sự tử tế trước mắt tôi như là một dấu hiệu của sự tuân theo cây thánh giá, tất cả này sẽ ngăn chặn tôi đến chỗ ngài và giết chết ngài ngay tại chỗ thân yêu nhất của ngài trên quả đất này. Và nếu như vậy thì vùng đất này sẽ là của tôi và đó sẽ là một món quà cho tôi. Nếu vùng đất này sẽ là của ngài trong trường hợp ngài đánh bại tôi sau đó ngài sẽ có thế thượng phong. Tôi đã nói với ngài và tôi đã cảnh báo ngài rằng binh sĩ của tôi sẽ tuân theo mệnh lệnh của tôi. Họ sẽ tiến qua các cánh đồng rộng mở và các ngọn núi, số lượng của họ là không thể đếm xuể. Họ sẽ được gửi đến chỗ ngài như thanh kiếm hủy diệt. | ” |

Trong tháng 11, Louis đã hành quân tới Cairo, và gần như cùng lúc đó as-Salih Ayyub-vị sultan của triều Ayyub của Ai Cập qua đời. Một lực lượng do Robert của Artois chỉ huy và các Hiệp sĩ Templar tấn công vào doanh trại của quân Ai Cập tại Gideila và tiến đến Al Mansurah-nơi họ bị đánh bại tại Trận Al Mansurah và Robert đã bị giết chết. Trong khi đó, lực lượng chính của Louis bị tấn công bởi người Mameluk của Baybars, chỉ huy của quân đội và một vị sultan trong tương lai. Louis cũng đã bị đánh bại, nhưng ông đã không chịu rút quân về Damietta trong nhiều tháng mà muốn triển khai việc bao vây Mansourah, và cuộc bao vây này kết thúc với nạn đói và chết chóc cho quân Thập tự chinh chứ không phải là cho người Hồi giáo. Trong sự đau đớn đến tột cùng, một hiệp sĩ dòng Đền than thở:
| “ | Sự thịnh nộ và nỗi buồn đang chiếm chỗ trong trái tim tôi... vì chắc chắn rằng tôi hiếm có cơ hội để sống sót. Có vẻ như Chúa muốn hỗ trợ cho người Thổ Nhĩ Kỳ để đánh bại chúng tôi ah ... Thiên Chúa ... than ôi, vùng phía Đông đã mất bị mất mát quá nhiều đến nỗi không bao giờ họ còn có thể vùng dậy một lần nữa. Họ sẽ xây một Nhà thờ Hồi giáo ở chỗ của tu viện của Thánh Mary và từ khi những hành vi trộm cắp làm hài lòng đứa con của Đức Mẹ, ai sẽ rỏ nước mắt lúc này, chúng tôi đã bị buộc phải làm theo ... bất cứ người nào muốn được chiến đấu chống lại người Thổ Nhĩ Kỳ đều là kẻ điên, bởi vì Chúa Giêsu của người Kitô không còn muốn chống lại chúng nữa. Họ đã chinh phục và họ sẽ chinh phục. Mỗi ngày họ lại đẩy lui chúng tôi, biết rằng Thiên Chúa-người đã thức dậy nhưng bây giờ lại tiếp tục ngủ gục và người Muhammad lại xông lên một cách mạnh mẽ. | ” |

Trong tháng 3 năm 1250 cuối cùng Louis đã cố gắng để quay trở về Damietta, nhưng ông đã bị bắt tù binh tại Trận Fariskur nơi mà quân đội của ông đã bị tiêu diệt. Louis bị ngã bệnh kiết lỵ và được chữa khỏi bệnh bởi một bác sĩ người Ả Rập. Trong tháng 5 ông đã chấp nhận khoản tiền chuộc 800.000 bezants, một nửa trong số đó đã được thanh toán trước khi nhà vua rời Ai Cập, và thành phố Damietta cũng phải đầu hàng như là một điều khoản của vụ chuộc người này. Lúc này, ông đã ngay lập tức rời Ai Cập để đến Acre, một trong vài vị trí còn sót lại của quân thập tự chinh ở Syria.

## Hậu quả
Louis đã ký một liên minh với người Mamluk, người vào thời điểm đó đã trở thành đối thủ của Sultan của Damascus, Và từ căn cứ mới của mình ở Acre, ông bắt đầu cho xây dựng lại các thành phố thập tự chinh khác, đặc biệt là Jaffa và Saida. Mặc dù Vương quốc đảo Síp vẫn khẳng định quyền của họ ở đó, Louis là người cai trị trên thực tế. Năm 1254, Louis đã hết tiền và sự hiện diện của ông là ở Pháp cần thiết, bởi vì mẹ ông là nhiếp chính Blanca de Castilla, Vương hậu Pháp vừa mới qua đời. Trước khi ông thành lập một đơn vị đồn trú thường trực của Pháp tại Acre, thủ đô của Vương quốc Jerusalem sau khi mất Jerusalem, để đại diện cho vương miện của vua nước Pháp, đội quân này đã lại đó cho đến khi Acre thất thủ vào năm 1291. Cuộc thập tự chinh của ông là một thất bại, nhưng ông vẫn được coi là một là một vị thánh bởi nhiều người dân và danh tiếng của ông đã tạo cho ông một quyền lực lớn hơn nữa ở châu Âu và còn lớn hơn cả Hoàng đế La Mã Thần thánh. Năm 1270, ông lại cố gắng tiến hành một cuộc thập tự chinh nữa, rồi thì nó cũng đã kết thúc trong thất bại. Sau đó, Louis còn qua đời vì bệnh dịch hạch tại Tunis. Con trai ông là Philip III lên ngôi, nhưng về sau không châm ngòi thêm cuộc thập tự chinh nào.